# Comité national olympique de l'Irak
Le Comité national olympique de l'Irak (en arabe : اللجنة الاولمبية الوطنية العراقية) est le comité national olympique de l'Irak fondé en 1948.
Il a été provisoirement dissous en mai 2003 par Paul Bremer sous l'autorité provisoire de la coalition occupante.